# Вест Либерти (Охајо)
Вест Либерти (енгл. West Liberty) град је у америчкој савезној држави Охајо.

## Демографија
По попису из 2010. године број становника је 1.805, што је 8 (-0,4%) становника мање него 2000. године.
| Група             | 2000.         | 2010.         |
| Белци             | 1.782 (98,3%) | 1.724 (95,5%) |
| Афроамериканци    | 3 (0,2%)      | 23 (1,3%)     |
| Азијати           | 5 (0,3%)      | 10 (0,6%)     |
| Хиспаноамериканци | 3 (0,2%)      | 14 (0,8%)     |
| Укупно            | 1.813         | 1.805         |